# Biblioteca Miguel de Benavides
La Biblioteca Miguel de Benavides es la biblioteca central de la Universidad de Santo Tomás, en Manila, Filipinas. La biblioteca ha estado en servicio continuo e incluso antes a la existencia de la propia Universidad. Ni siquiera las guerras han interrumpido este servicio y se ha adaptado a lo largo del tiempo.
La Biblioteca de la Universidad puede ser considerada como la más antigua del país. Las primeras semillas se plantaron cuando en los primeros del siglo XVII "Los Fundadores", p. Miguel de Benavides el p. Diego Soria, donaron sus colecciones privadas para una futura universidad.